# Joan Pringle
Joan Pringle (* 2. Juni 1945 in New York City, New York) ist eine US-amerikanische Film-, Fernseh- und Theaterschauspielerin.

## Leben
Pringle ist für zahlreiche Rollen in Fernsehproduktionen bekannt. Unter anderem spielte sie in den 1970er Jahren die Diana Sanger in der Krimiserie Der Chef (1974–1975), die Tracy Curtis Taylor in der Comedyserie That’s My Mama (1975) und die Sybil Buchanan in der Dramaserie The White Shadow (1978–1981). Letztere Rolle brachte ihr 1980 den Image Award in der Kategorie „Beste Serien-Hauptdarstellerin – Drama“ ein. Von 1982 bis 1984 war sie als Dr. Patricia Mason in der Seifenoper General Hospital zu sehen. Von 1989 bis 1991 verkörperte sie die Ruth Marshall in der Seifenoper Generations, wofür sie 1991 eine Soap-Opera-Digest-Award-Nominierung in der Kategorie „Outstanding Supporting Actress: Daytime“ erhielt. In der Comedyserie One on One trat sie von 2001 bis 2003 als Eunice Barnes in Erscheinung. Sie hatte außerdem zahlreiche Auftritte in weiteren Fernsehserien, zu denen Notruf California (1973), Roc (1992–1993), Models Inc. (1994), Reich und Schön (1995), JAG – Im Auftrag der Ehre (1999–2001) und Girlfriends (2004–2007) gehören. Ebenfalls spielte sie in einigen Filmen, so etwa als Christella in Arthur Marks’ Mysterythriller Rache aus dem Jenseits (1976), als Doria in Norman Jewisons Komödie Zwei dicke Freunde (1982) und als Sara in Michael Cristofers Erotikthriller Original Sin (2001).
Als Theaterschauspielerin erschien sie 1970 im Broadway in Tennessee Williams’ Camino Real und Sam Shepards Operation Sidewinder.
In erster Ehe war sie von 1980 bis 1991 mit dem Schauspieler Teddy Wilson verheiratet, mit dem sie zwei Kinder hat. In zweiter Ehe ist sie mit Vernon L. Bolling verheiratet.

## Filmografie

### Filme
- 1973: Double Indemnity (Fernsehfilm)
- 1976: Rache aus dem Jenseits (J.D.’s Revenge)
- 1977: Corey: For the People (Fernsehfilm)
- 1982: Zwei dicke Freunde (Best Friends)
- 1993: Augen des Todes (Visions of Murder, Fernsehfilm)
- 1993: Percy & Thunder – Der Preis des Siegens (Percy & Thunder, Fernsehfilm)
- 1994: Auges des Schreckens (Eyes of Terror, Fernsehfilm)
- 1994: Greyhounds – Schnüffler gehen nie in Rente (Greyhounds, Fernsehfilm)
- 1998: Gia – Preis der Schönheit (Gia, Fernsehfilm)
- 1999: Incognito (Fernsehfilm)
- 2000: Superboy Scott (Up, Up, and Away!, Fernsehfilm)
- 2001: Original Sin
- 2006: For One Night (Fernsehfilm)
- 2007: Daddy’s Little Girls

### Fernsehserien
- 1973: Notruf California (Emergency!, eine Folge)
- 1973: Banacek (eine Folge)
- 1973: Toma (eine Folge)
- 1973: Dr. med. Marcus Welby (Marcus Welby, M.D., 2 Folgen)
- 1974: Love Story (eine Folge)
- 1974: Sanford and Son (eine Folge)
- 1974: Kojak – Einsatz in Manhattan (Kojak, eine Folge)
- 1974: Lucas Tanner (eine Folge)
- 1974–1975: Der Chef (Ironside, 8 Folgen)
- 1975: The Bob Crane Show (eine Folge)
- 1975: That’s My Mama (8 Folgen)
- 1976: Most Wanted (eine Folge)
- 1977: McMillan & Wife (eine Folge)
- 1977: Barnaby Jones (eine Folge)
- 1977: Rafferty (3 Folgen)
- 1977: Die Sieben-Millionen-Dollar-Frau (The Bionic Woman, eine Folge)
- 1978: Starsky & Hutch (eine Folge)
- 1978: Fantasy Island (eine Folge)
- 1978: Die Waltons (The Waltons, eine Folge)
- 1978–1981: The White Shadow (53 Folgen)
- 1981–1982: Shannon (2 Folgen)
- 1982: Code Red (eine Folge)
- 1982: Quincy (Quincy, M. E., eine Folge)
- 1982: Trapper John, M.D. (eine Folge)
- 1982–1984: General Hospital
- 1984–1985: The Fisher Family (2 Folgen)
- 1987: L.A. Law – Staranwälte, Tricks, Prozesse (L.A. Law, eine Folge)
- 1987–1988: Still the Beaver (2 Folgen)
- 1988: Simon & Simon (eine Folge)
- 1989: Das Model und der Schnüffler (Moonlighting, eine Folge)
- 1989: The Robert Guillaume Show (eine Folge)
- 1989–1991: Generations
- 1992: Die Fälle der Rosie O’Neill (The Trials of Rosie O’Neill, eine Folge)
- 1992: Bigfoot und die Hendersons (Harry and the Hendersons, eine Folge)
- 1992–1993: Roc (4 Folgen)
- 1993: Harlem Hip Hop (eine Folge)
- 1994: Friends (eine Folge)
- 1994: Models Inc. (3 Folgen)
- 1995: Under One Roof (eine Folge)
- 1995: Burkes Gesetz (Burke’s Law, eine Folge)
- 1995: Beverly Hills, 90210 (eine Folge)
- 1995: Reich und Schön (The Bold And The Beautiful)
- 1995, 2001: Emergency Room – Die Notaufnahme (ER, 2 Folgen)
- 1996: Moloney (eine Folge)
- 1997: Party of Five (2 Folgen)
- 1998: The Gregory Hines Show (eine Folge)
- 1998: Timecop (Miniserie, eine Folge)
- 1998–1999: Ein schrecklich nettes Haus (In The House, 4 Folgen)
- 1999–2001: JAG – Im Auftrag der Ehre (JAG, 3 Folgen)
- 2000: City of Angels (eine Folge)
- 2001: New York Cops – NYPD Blue (NYPD Blue, eine Folge)
- 2001–2003: One on One (9 Folgen)
- 2002: Alabama Dreams (Any Day Now, eine Folge)
- 2002: Resurrection Blvd. (eine Folge)
- 2003: Fastlane (eine Folge)
- 2003: Star Trek: Enterprise (eine Folge)
- 2004–2007: Girlfriends (3 Folgen)
- 2014: Being Mary Jane (eine Folge)

## Auszeichnungen und Nominierungen
- 1980: Image Award in der Kategorie „Beste Serien-Hauptdarstellerin – Drama“ für The White Shadow
- 1991: Soap-Opera-Digest-Award-Nominierung in der Kategorie „Outstanding Supporting Actress: Daytime“ für Generations